# Fritz Zolnhofer
Fritz Zolnhofer (* 13. Januar 1896 in Wolfstein; † 12. Februar 1965 in Saarbrücken) war ein deutscher Maler.

## Biografie

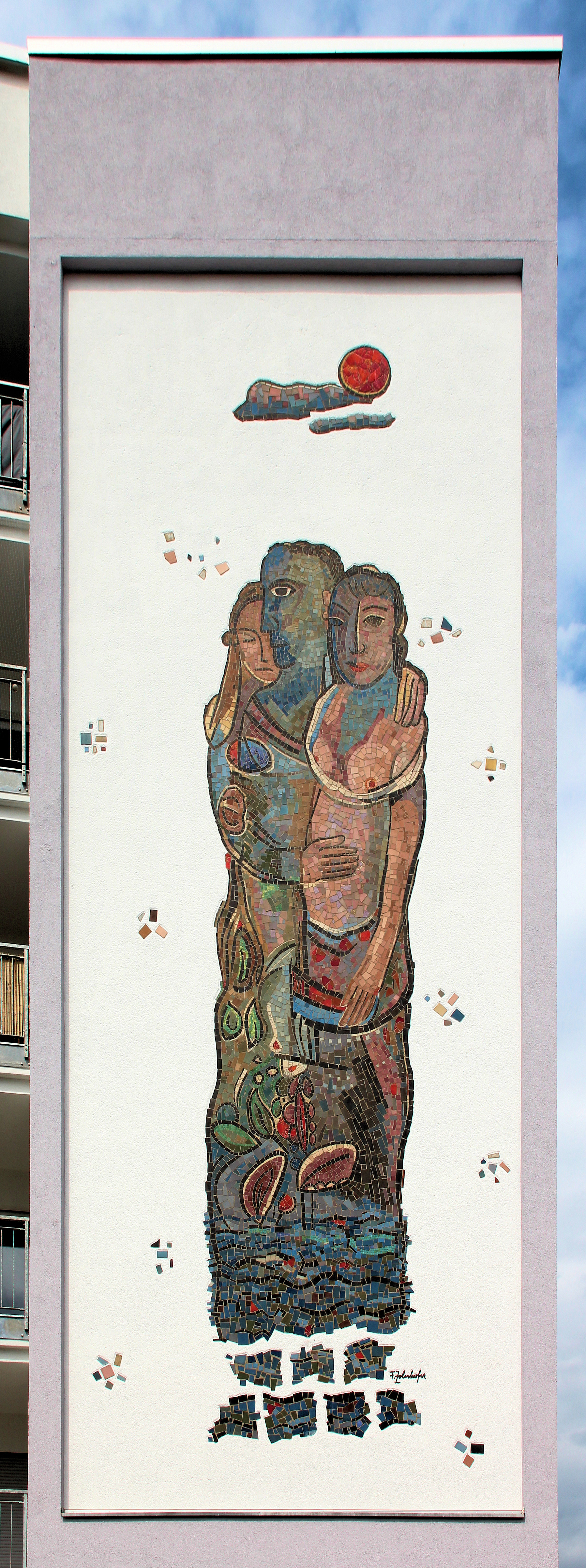
Wandmosaik am ehemaligen Schwesternwohnheim des ehemaligen Hüttenkrankenhauses in Saarbrücken

Fritz Zolnhofer war Sohn eines Grubensteigers. Nach frühem Tod seiner Eltern (Vater: Friedrich Josef Zolnhofer, Mutter: Charlotta, geb. Ullrich) kam er als vierjähriger Junge in den saarländischen Ort Schnappach (heute zur Stadt Sulzbach/Saar gehörend), wo er bei seiner Großmutter aufwuchs. Oft hielt er sich in Sulzbach/Altenwald auf, wo er seine Frau Hedi, eine Steigerstochter, kennenlernte.
Bereits in jungen Jahren entdeckte er seine künstlerischen Neigungen. Nach einer Malerlehre ging er 1913 an die Akademie der Bildenden Künste in Stuttgart. 1918 nahm er ein Studium bei Otto Weil in München auf. Nach dem Ersten Weltkrieg, den er als Soldat erlebte, und einem längeren Aufenthalt in der Schweiz setzte er 1920 sein Studium an der Akademie der Bildenden Künste München bei Karl Caspar fort. Hie erfuhr er im Laufe der Jahre Förderung als Meisterschüler, ebenso wie in dem Künstlerkreis um Kathi Kobus, und wuchs zum akademischen Kunstmaler heran. Zur Vertiefung seiner Studien unternahm er zahlreiche Reisen nach Spanien, Holland, Frankreich, Italien und in die Schweiz.
Im Jahr 1931 übersiedelte Zolnhofer mit seiner Ehefrau nach Saarbrücken. Dort und in der nahen Schwerindustrie fand er die Vorlagen für seine Malerei: Bergbau- und Eisenhütten-Motive, Szenen aus dem Alltag der „kleinen Leute“, unter anderem 1935 mit Bergmannskuh. Auffallend ist die Wahl dunkler, finsterer Farben bei der Wiedergabe von Industrieanlagen. In seinen ersten Bildern ist sie lehmig stumpf, doch bald findet sich in seinen Bildern ein mit Schwarz gebrochenes „Zolnhofer-Blau“, charakteristisch für viele seiner Bilder. Die von ihm verwendete Ölfarbe war seine eigene Erfindung. Neben der Industriemalerei zeichnete sich Zolnhofer auch als Porträtmaler und Maler von Landschaftsbildern aus. In seinem letzten Lebensabschnitt widmete er sich modernen Formen der Malerei mit einer Vorliebe für Expressionismus und Surrealismus.
1937 wurde in der Nazi-Aktion „Entartete Kunst“ nachweislich zwei seiner Tafelbilder aus öffentlichen Sammlungen beschlagnahmt: Essentragende Kinder aus dem Pfälzischen Gewerbemuseum Kaiserslautern und Blinder Mann aus dem Staatlichen Museum Saarbrücken. Ersteres wurde vernichtet, das zweite 1938 in Düsseldorf in der Wanderausstellung „Entartete Kunst“ vorgeführt. Sein Verbleib ist ungeklärt.
In den mehr als 40 Jahren seines künstlerischen Schaffens machte sich Fritz Zolnhofer über die Grenzen des Saarlandes hinaus einen Namen. Dies belegen die zahlreichen Einzelausstellungen und Ausstellungsbeteiligungen in nationalen und internationalen Galerien. Weiterhin entstanden Arbeiten im öffentlichen Raum, u. a. die Mosaiken im ehemaligen Stadtbad St. Johann (Saarbrücken) und an der Berufsschule St. Ingbert. Bekannt wurde Zolnhofer ferner als Gründungsmitglied der Pfälzischen Sezession.
Fritz Zolnhofer starb am 12. Februar 1965 in Saarbrücken; er wurde auf dem Burbacher Waldfriedhof beigesetzt. Im September 2007 beschloss der Rat der Landeshauptstadt Saarbrücken, Zolnhofer als posthume Ehrung ein Ehrengrab an exponierter Stelle auf dem Waldfriedhof einzurichten.

## Ausstellungen
Einzelausstellungen (Auswahl)
- 1958: Saarlandmuseum, Saarbrücken
- 1961: Saarlandmuseum, Saarbrücken; Kulturhaus St. Ingbert
- 1970: Saarlandmuseum, Saarbrücken
- 1978: Vertretung des Saarlandes, Bonn
- 1980: Sitzungssaal Rathaus Sulzbach
- 2001: Salzbrunnenhaus Sulzbach
- 2007: Sitzungssaal Rathaus Sulzbach

Ausstellungsbeteiligungen (Auswahl)
- 1933: „Kunstschaffen im Saargebiet“, Heimatmuseum Saarbrücken
- 1934: „Süddeutsche Kunst in München“, Neue Pinakothek München
- 1936: „Kunstschaffen der Westmark“, Pfälzische Landesgewerbeanstalt Kaiserslautern
- 1940: „Deutsche Aquarellisten der Gegenwart I“, Städtische Kunsthalle Mannheim
- 1941: „Zwischen Westwall und Maginotlinie“, Saarlandmuseum, Saarbrücken
- 1941: „Kunstschaffen der Westmark“, Museum Folkwang, Essen
- 1942: „Kunstschaffen der Westmark“, Ausstellungshaus Saarbrücken
- 1943: „Deutsche Pastelle der Gegenwart“, Städtische Kunsthalle Mannheim
- 1943: „Junge Kunst im Deutschen Reich“, Künstlerhaus Wien, gezeigt: Saarländische Grubenlandschaft, Öl auf Leinwand
- 1953: Herbstausstellung Saarländischer Künstlerbund, Saarlandmuseum Saarbrücken
- 1957: Saarländischer Künstlerbund 1922–1957, Saarlandmuseum Saarbrücken
- 1959: Herbstausstellung Saarländischer Künstlerbund, Saarlandmuseum Saarbrücken
- 1964: Jahresausstellung Arbeitsgemeinschaft Pfälzer Künstler, Pfälzische Landesgewerbeanstalt

## Auszeichnungen, Ehrungen
- 1935: Albert-Weisgerber-Preis der Westmark (nach dem Zweiten Weltkrieg Albert-Weisgerber-Preis für Bildende Kunst der Stadt St. Ingbert)
- 1936: Erster Preis in einem von der Stadt Saarbrücken ausgeschriebenen Wettbewerb „zur Gewinnung eines Stadtbildes als Geschenk für Berlin“.[2]
- 1961: Kunstpreis des Saarlandes, die wichtigste kulturelle Auszeichnung des Saarlandes.
- 2000: Benennung des Festplatzes in Schnappach nach Fritz Zolnhofer
- 2001: Stiftung eines „Fritz-Zolnhofer-Preises“ durch die Stadt Sulzbach/Saar, der jährlich an regionale Malerpersönlichkeiten verliehen wird.